# Synosternus burtoni
Synosternus burtoni är en loppart som beskrevs av Marcus et De Meillon 1960. Synosternus burtoni ingår i släktet Synosternus och familjen husloppor. Inga underarter finns listade i Catalogue of Life.